# Norðoyri

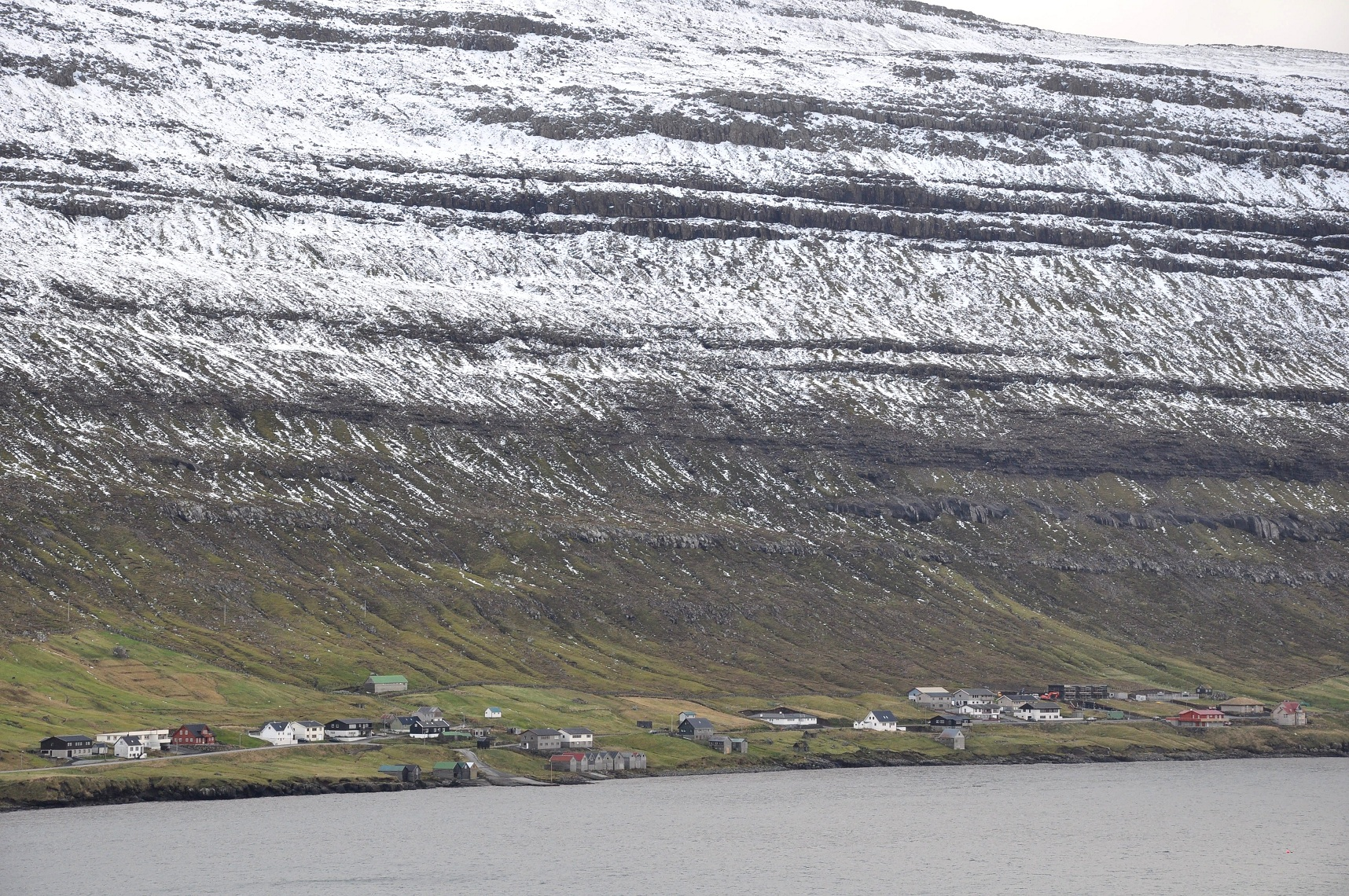
Norðoyri

Norðoyri este un oraș din Insulele Faroe.